# بردی بادی
بِردی بادی (انگلیسی: Birdie Buddy; کره‌ای: 버디버디; لاتین‌نویسی اصلاح‌شده: Beodibeodi) یک مجموعهٔ تلویزیونی کره جنوبی است که داستان آن در دنیای گلف حرفه‌ای اتفاق می‌افتد. بردی بادی بر پایهٔ مانهوای سال ۲۰۰۷ با همین نام است. در این مجموعه یوئی، لی یونگ وو و لی دا-هی بازی کردند.
این مجموعه در سال ۲۰۱۰ پیش‌تولید شد (فیلم‌برداری به‌طور کامل تا قبل از پخش انجام شد) و در ابتدا قرار بود که در دسامبر سال ۲۰۱۰ از ام‌بی‌سی پخش شود اما این شبکه تصمیم گرفت که به این مجموعه زمان پخش ندهد. پس از چندین بار تعویق در پخش، در نهایت از شبکه کابلی تی‌وی‌ان، روزهای دوشنبه و سه‌شنبه ساعت ۲۳:۰۰ (کی‌اس‌تی) از ۸ اوت تا ۲۵ اکتبر ۲۰۱۱ پخش شد. اما به جای پخش ۲۰ قسمت ۷۰ دقیقه‌ای، مجدداً در ۲۴ قسمت ۴۵ دقیقه‌ای تدوین شد.

## بازیگران

### اصلی
- یوئی در نقش سونگ می سو
  - جین جی-هی در نقش جوانی می سو
- لی یونگ وو در نقش جان لی
  - یون چان در نقش جوانی جان
- لی دا-هی در نقش مین هه ریونگ